# Feminicidios en Puebla

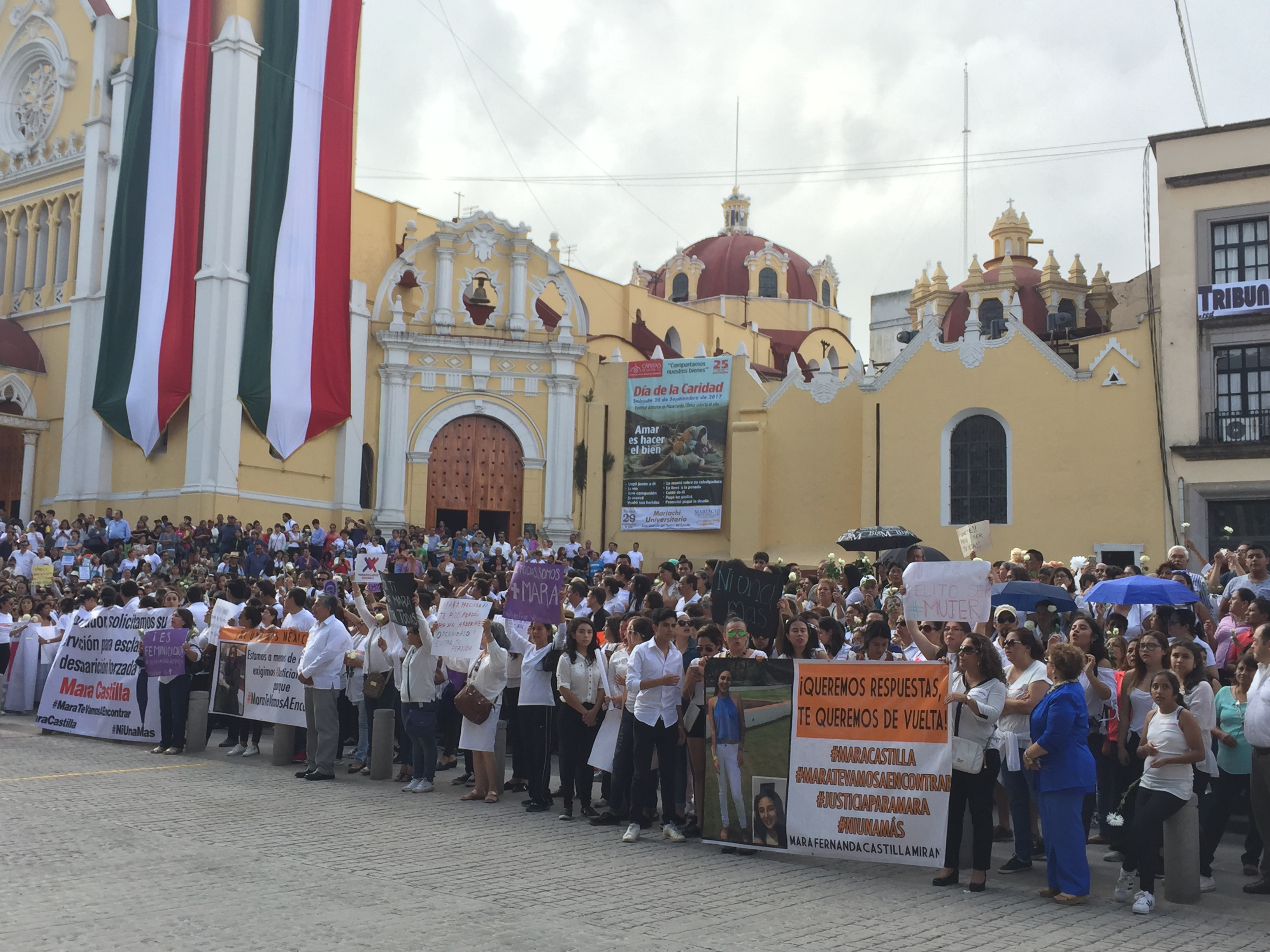
Marcha en Plaza Lerdo (Xalapa, Veracruz) por el feminicidio de Mara Castilla, asesinada en Puebla en septiembre de 2017.

Feminicidios en Puebla es un concepto que designa a los asesinatos cometidos contra mujeres dentro del estado mexicano de Puebla. Aunque el caso de los feminicidios en Ciudad Juárez, Chihuahua, es más conocido a nivel internacional, el número de asesinatos de mujeres poblanas empezó a figurar con mayor frecuencia en medios de comunicación en la segunda década del siglo XXI, sobre todo a partir de 2013, año en que la Suprema Corte de Justicia de la Nación (SCJN) avala la tipificación de este delito.

## Detalles del fenómeno
El estado de Puebla cuenta con 6,168,883 habitantes, de los cuales 3,225,206 son mujeres de acuerdo a datos del INEGI del año 2015.
El Instituto de Derechos Humanos Ignacio Ellacuría (Idhie) de la Universidad Iberoamericana de Puebla contabilizó 3 mil 332 mujeres desaparecidas entre enero de 2005 y julio de 2010. Por otra parte, la iniciativa ciudadana “Por todos los desaparecidos” tenía registrados 246 casos poblanos en la última década, dentro de los que el 41% ocurrido durante la administración del gobernador Rafael Moreno Valle (febrero de 2011 - enero de 2017).

## Tipificación de feminicidio
La CNDH agrega que la tipificación del delito de feminicidio varía dependiendo de la entidad federativa, por lo que las cifras reales de homicidios dolosos contra las mujeres por razones de género son superiores a las registradas.
En Puebla, según el marco legal, los criterios para tipificar el feminicidio son:
- Que el sujeto activo lo cometa por odio o aversión a las mujeres.

- Que el sujeto activo lo cometa por celos extremos respecto a la víctima.

- Cuando existan datos que establezcan en la víctima, lesiones o mutilaciones infamantes o degradantes, previas o posteriores a la privación de la vida, violencia sexual, actos de necrofilia, tormentos o tratos crueles, inhumanos o degradantes.

- Que existan antecedentes o datos de violencia en el ámbito familiar, laboral, escolar o cualquier otro del sujeto activo en contra de la víctima.

- Que exista o se tengan datos de antecedentes de violencia en una relación de matrimonio, concubinato, amasiato o noviazgo entre el sujeto activo y la víctima.

- Que empleando la perfidia aproveche la relación sentimental, afectiva o de confianza entre el activo y la víctima.

- Existan datos que establezcan que hubo amenazas relacionadas con el hecho delictuoso, acoso o lesiones del sujeto activo en contra de la víctima.

- Que la víctima haya sido incomunicada, cualquiera que sea el tiempo previo a la privación de la vida o que el cuerpo de la víctima sea expuesto o exhibido en un lugar público.[6][5]

## Feminicidios por año

### 2016
La primera víctima contabilizada del año 2016 fue Brenda Tratelpa Mora, encontrada el 5 de enero. La joven de 20 años de edad, quien fue reportada como desaparecida en San Pablo del Monte, Tlaxcala, fue hallada al interior de un motel en el municipio de Tepeaca, aparentemente asesinada por su pareja sentimental. Durante 2016, Puebla registró un incremento del 143% en feminicidios. 

### 2017
Las cifras de la Fiscalía General del Estado (FGE) apuntan a que, hasta septiembre de 2017, se habrían registrado 388 asesinatos de mujeres en la capital poblana aunque no todos estos fueron tipificados como feminicidios. Con esa cifra, 2017 sería el año con más asesinatos de mujeres en Puebla hasta ese momento.
El 15 de septiembre de 2017 ,el tema de los feminicidios en Puebla cobró fuerza en medios y redes sociales al confirmarse el asesinato de la joven Mara Fernanda Castilla Miranda, estudiante de la Universidad Popular Autónoma de Puebla (UPAEP) y víctima número 83 de feminicidio tan solo en lo que iba de ese año. Castilla, de 19 años de edad, fue vista por última vez con vida la madrugada del 8 de septiembre. Desde el momento de su desaparición, el caso fue reportado en los medios locales.
En noviembre de 2017, el asesinato de Patricia Mora Herrera, y quien trabaja como maestra en el municipio de Huehuetla, se convirtió en el número 90 de lo que iba de ese año, superando así el máximo histórico de 2016 (81) registrado el año anterior. Mora Herrera habría sido torturada y violada, y dejada en el predio de Calcahualco. Al finalizar 2017, el número de feminicidios cerró en 100 al ser hallado el cuerpo sin vida de una mujer no identificada en una barranca de Cocoquistla, en la junta auxiliar de Santo Tomás Chautla.

### 2018
Durante el primer cuatrimestre de 2018, la cifra de feminicidios en Puebla descendió 14.7 por ciento, de acuerdo con cifras del Observatorio Ciudadano de Derechos Sexuales y Reproductivos (Odesyr). Entre enero y abril de 2018, se registraron 29 homicidios violentos de mujeres, número menor que los 34 registrados en el mismo periodo en 2017. Sin embargo, las cifras de Odesyr contrastan con los datos oficiales, que solo contabilizan cinco feminicidios en dicho periodo.

### 2019
De enero a septiembre de 2019, de acuerdo con un reporte del Instituto de Derechos Humanos Ignacio Ellacuría, SJ (IDHIE) de la Ibero Puebla, se contabilizaron 65 posibles feminicidios, de los cuales 26 se registraron en el primer trimestre del año. Las cifras de la Fiscalía General del Estado (FGE) apuntan que hasta el mes de octubre de 2019, se habrían registrado 50 feminicidios tipificados.
Durante el periodo de enero a julio de 2019 en comparación con el año anterior, tan solo en feminicidios, el delito creció en un 176 por ciento, mientras, se elevó un 11 por ciento la violación simple.

## Puebla entre los estados con más feminicidios a nivel nacional
De acuerdo con el informe de actividades del presidente de la Comisión Nacional de Derechos Humanos (CNDH), Luis Raúl González Pérez, los casos de feminicidio reflejan un fracaso de las estrategias públicas para proveer seguridad a las mujeres.  Puebla se encuentra entre los seis estados con más casos de feminicidios a nivel nacional, pues en un año registró 40 delitos, los cuales se caracterizan como asesinatos de mujeres por el hecho de ser mujeres, en un contexto cultural de discriminación y violencia de género.

## Características de las víctimas
Por lo general, las edades críticas en las que las muchachas desaparecen en el estado de Puebla son de los 13 a los 18 años, y después en menor porcentaje de los 22 a los 23. Las adolescentes de 16 años representan 17% del total de las mujeres que faltan en Puebla, seguidas de las de 15 años que son 16.1% y después las de 14, con 13.4%.

## Sanciones correspondientes
Según el Orden jurídico poblano:
- Artículo 338 Bis449 A quien cometa el delito de feminicidio, se le impondrá una sanción de cuarenta a sesenta años de prisión y multa de quinientos a mil días de salario. En caso de que no se acredite el feminicidio, se aplicarán las reglas del homicidio, sin menoscabo de observar alguna circunstancia que agrave o atenúe la sanción conforme a lo establecido en las Secciones Segunda y Cuarta.
- Artículo 338 Ter450 Además de las sanciones descritas en el artículo anterior, el sujeto activo perderá todos los derechos con relación a la víctima, incluidos los de carácter sucesorio.
- Artículo 338 Quáter451 Además de las penas aplicables por el concurso real, si la víctima se encuentra embarazada, el delito de Feminicidio se sancionará con una pena de cincuenta a setenta años de prisión.
- Artículo 338 Quinquies452 Se presumirá que hay tentativa de feminicidio cuando las lesiones dolosas previstas en los artículos 306 fracción II, y 307, ocasionadas a una mujer, tengan algún precedente de violencia contemplada en esos artículos o en los artículos 284 Bis y 284 Ter respecto del mismo agresor.[22]

## Cifras maquilladas
A decir de investigaciones periodísticas, en Puebla se disfrazaría la cifra real de los feminicidios ya que oficialmente se contabilizan seis, pero datos de especialistas señalan que en la entidad se han registrado 158 casos en tan solo dos años. De los 6 casos tipificados de forma oficial, solo en 2 se ha dictado sentencia, por lo que el 66 por ciento de los casos siguen sin un castigo por el homicidio de mujeres.